# Vendetta (boek)
Vendetta is een spionageroman uit 1991 van de Zweedse auteur Jan Guillou en het 6e deel in de reeks Coq Rouge met in de hoofdrol de fictieve geheim agent Carl Hamilton.

## Inhoud
De ochtendpost op het Ministerie van Buitenlandse Zaken in Stockholm bevat een gewatteerde envelop met hierin een gaaf afgesneden vinger. De vinger blijkt afkomstig van een Zweed, die deel uitmaakt van een groep Zweden die door de Siciliaanse maffia op Sicilië zijn ontvoerd.
Met tegenzin voegt Carl Hamilton zich bij de missie om de gijzelaars te bevrijden. Hij en zijn medewerkers worden geconfronteerd met een tegenstander die beschikt over een ongekende meedogenloosheid. Bij de acties komt een Zweedse inlichtingenofficier om het leven. De Zweedse inlichtingendienst besluit tot een vendetta om de dood van hun medewerker te wreken en de gijzelaars te bevrijden.

## Film
De roman werd in 1995 verfilmd als Vendetta met in de hoofdrol Stefan Sauk.